# Acer tschonoskii
Acer tschonoskii är en kinesträdsväxtart. Acer tschonoskii ingår i släktet lönnar, och familjen kinesträdsväxter.

## Underarter
Arten delas in i följande underarter:
- A. t. koreanum
- A. t. tschonoskii
- A. t. australe